# Kloostergroeve

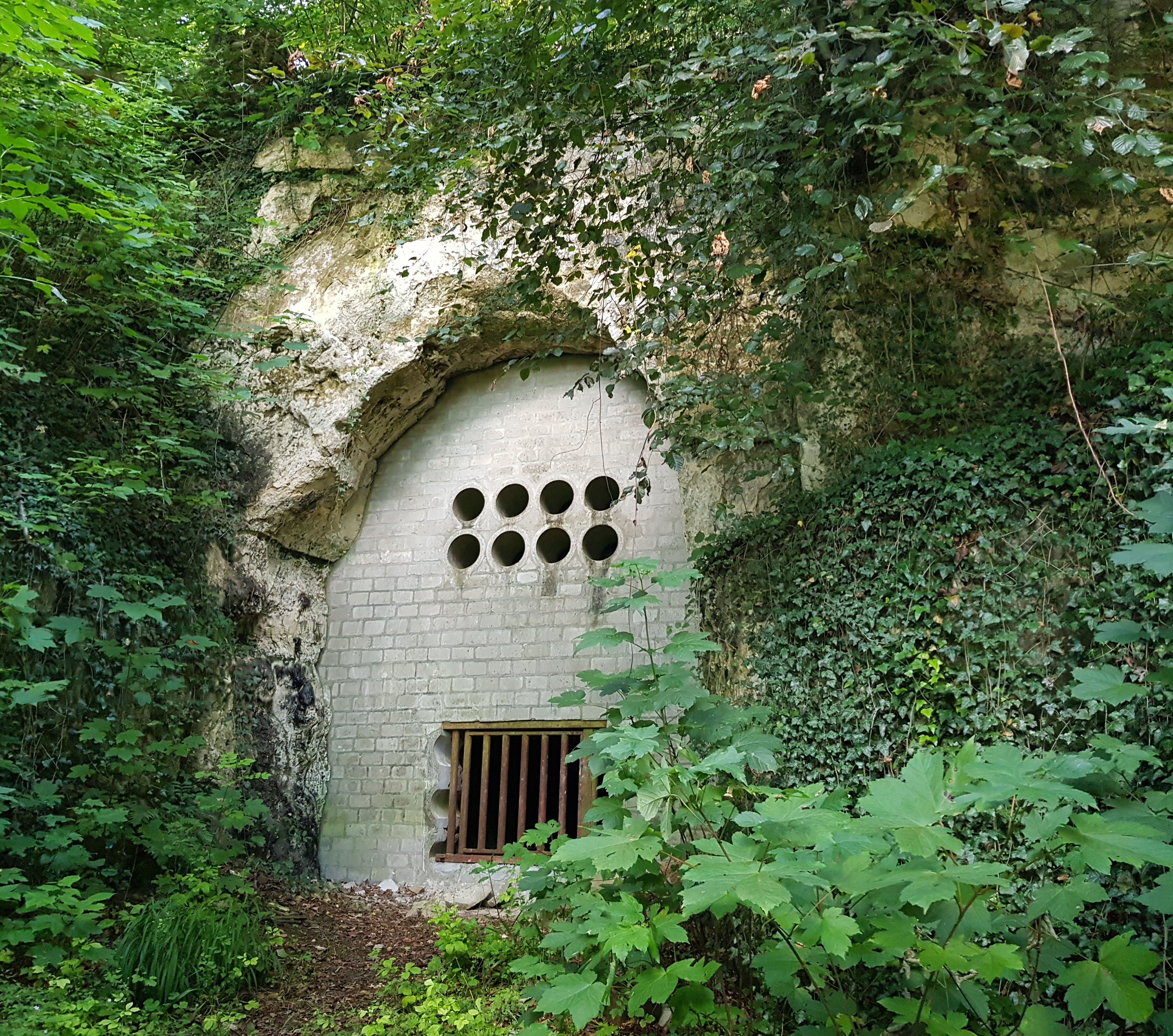
ingang Kloostergroeve

De Kloostergroeve is een Limburgse mergelgroeve in de Nederlandse gemeente Valkenburg aan de Geul in Zuid-Limburg. De ondergrondse groeve ligt ten oosten van Geulhem in het hellingbos Bergse Heide op de noordelijke rand van het Plateau van Margraten in de overgang naar het Geuldal. Ter plaatse duikt het plateau een aantal meter steil naar beneden.
Op ongeveer 280 meter naar het oosten ligt de Wolfsdriesgroeve, op ongeveer 150 meter naar het zuidwesten ligt de Groeve boven Kloostergroeve, op ongeveer 190 meter naar het westen ligt de Groeve het Paradijsbergske Ia en op ongeveer 230 meter naar het westen ligt de Groeve het Paradijsbergske I.

## Geschiedenis
Voor 1600 werd de groeve reeds ontgonnen door blokbrekers.
Tot in de 19e eeuw werd de groeve voor kalksteenwinning gebruikt.

## Groeve
De Kloostergroeve is een middelgrote groeve bestaande uit een hoofdgang van 100 meter lang en aan zowel de linker- als rechterkant enkele gangenstelsels. De groeve heeft een oppervlakte van 10872,95 vierkante meter en een ganglengte van 1498,8 strekkende meter.
De ingang van de groeve is afgesloten, zodanig dat vleermuizen de groeve kunnen gebruiken als verblijfplaats.
De beheerder van de groeve is Het Limburgs Landschap. Voor 2015 werd de groeve op veiligheid onderzocht en werd deze afgekeurd.